# Георг фон Брауншвайг-Волфенбютел
Георг фон Брауншвайг-Волфенбютел (на немски: Georg von Braunschweig-Wolfenbüttel; * 22 ноември 1494; † 4 декември 1566, Ферден) е принц от род Велфи (Среден Дом Брауншвайг), от 1554 г. епископ на Минден, от 1558 г. архиепископ на Бремен и епископ (администратор) на Ферден.

## Живот
Той е четвъртият син на Хайнрих I (1463 – 1514), херцог на Брауншвайг-Люнебург и княз на Брауншвайг-Волфенбютел, и съпругата му Катарина от Померания († 1526), дъщеря на херцог Ерих II от Померания. Брат е на Христоф (1487 – 1558), архиепископ на Бремен, епископ на Ферден, на херцог Хайнрих II (1489 – 1568), нар. Младия, на Франц I (1492 – 1529), епископ на Минден.
През 1515 г. Георг се записва да следва в юридическия факултет в стария университет Кьолн (Universitas Studii Coloniensis).
Георг не се жени, но с партньорката си Отилия Лорима от Елзас има двама извънбрачни сина, Виллхелм и Хайнрих, известни като дукс фон Ерщайн. Двамата падат убити още млади.